# Gipsön
Gipsön är en 43 hektar stor konstgjord ö utanför Landskrona. Ön började anläggas 1977. Ön består i huvudsak av gips, en restprodukt från tidigare tillverkning av handelsgödsel vid AB Supra (numera Yara International). Ön anlades genom att invalla ett grunt område i havet på två meters djup. Gipsön är via en äldre deponi förbunden med ön Gråens södra ände. På Gipsön finns sedan mitten av 1990-talet tolv vindkraftverk. Större delen av ön har idag (2023) en höjd på omkring tolv meter, med en högsta höjd på omkring 15 meter över havet.[källa behövs] Höjden har på grund av att lakvatten lämnar ön sjunkit med omkring tre meter. 
En reningsanläggning finns på ön för att ta hand om lakvattnet. Detta, som innehåller fosfor och mindre mängder metaller, renas i anläggningen innan det släpps ut i Öresund. Mellan 2004 och 2008 har en biomassablandning av rötslam och kompostmaterial placerats på mindre delar av ön i syfte att öka dess växtlighet. Numer finns även en rik fauna (bland annat harar och fasaner) på ön. Floran har likheter med floran på Pepparholm. 

## Bildgalleri

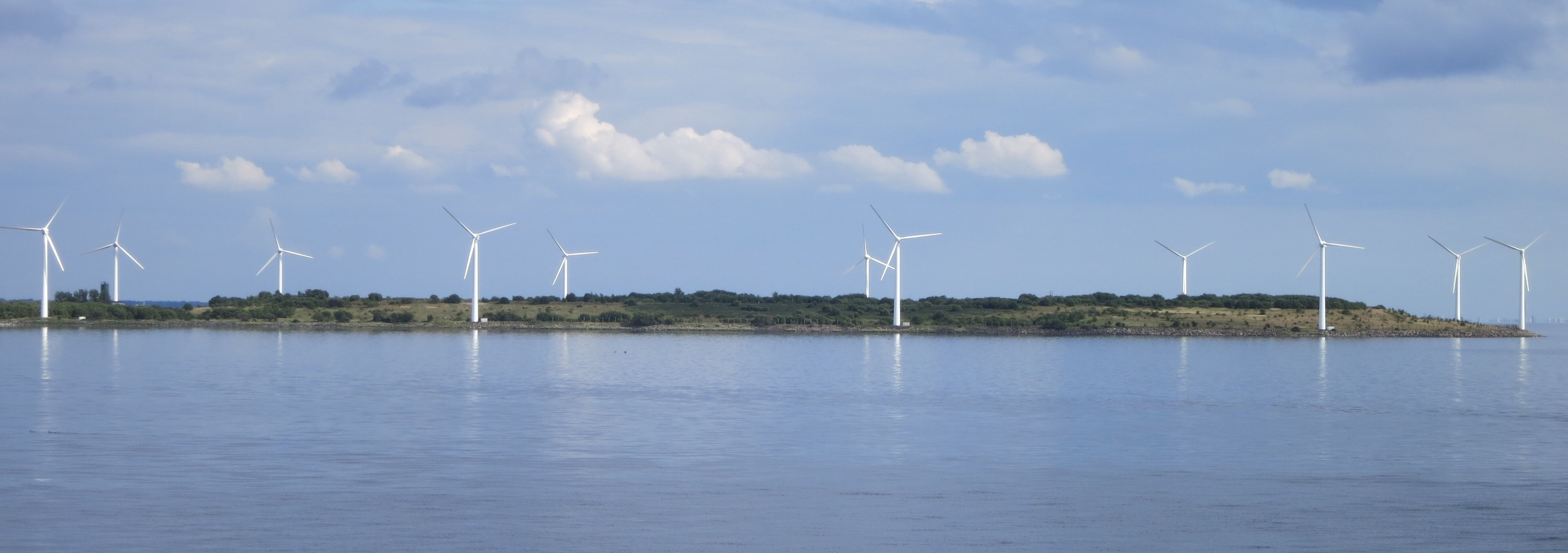
Gipsön från norr, sedd från färjan från Ven.
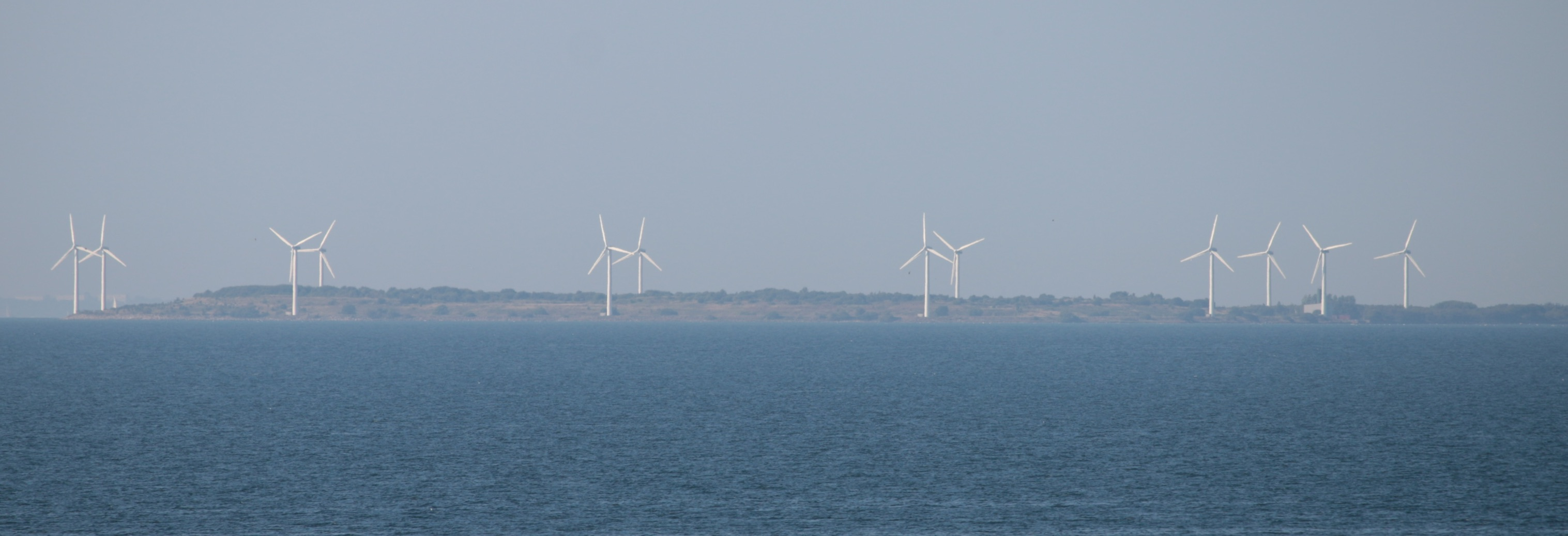
Gipsön från söder, sedd över Lundåkrabukten.